# スコットレール (ナショナル・エクスプレス)

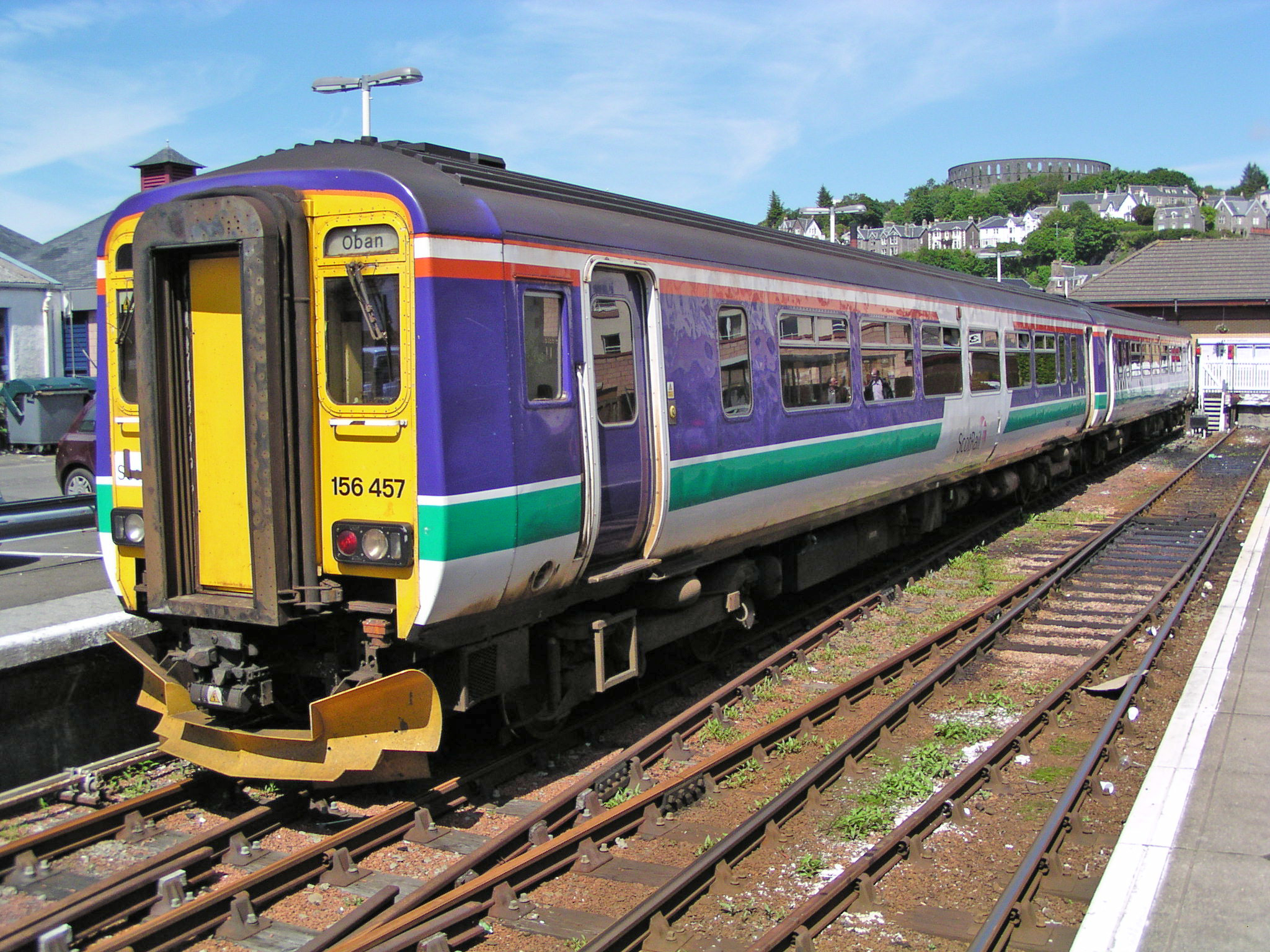
156形気動車（2005年6月）

スコットレール（英: ScotRail）は、かつてスコットランドにあった列車運行会社である。ナショナル・エクスプレスの傘下にあり、1997年3月31日から2004年10月16日までの間、スコットレールを運営していた。

## 運行概況
スコットレールはスコットランド内を中心に3.032kmの路線長と336駅を有し、スコットランド全域の旅客列車を運行していた。イングランドへの乗り入れはカーライルおよびニューカッスル方面、並びにロンドン・ユーストンを結ぶ寝台列車カレドニアン・スリーパーの運行を担当していた。なお、イングランドからはアリーヴァ・トレインズ・ノーザン、GNER、ヴァージン・クロスカントリーおよびヴァージン・ウェスト・コーストの運行列車もスコットランド内に乗り入れている（当時）。

## 車両
イギリス国鉄からは101形、117形、150形、156形、158形気動車、303形、305形、314形、318形、320形電車、ならびにカレドニアン・スリーパーおよび他の旅客列車向けのマーク2、マーク3客車を継承した。
スコットレールは自社で機関車を保有せず、ロンドン・ユーストンへ向かうカレドニアン・スリーパーの牽引機には、EWS社（現：DBカーゴUK）の機関車が充当されていた。エディンバラ・グラスゴー以南の電化区間では90形が使用されたほか、以北の非電化区間ではアバディーン・インヴァネス方面で47形、フォート・ウィリアム方面では37形ディーゼル機関車が充当されていた。2001年6月からは非電化区間の牽引機が67形に置き換わった。
機関車牽引列車は170形「ターボスター」の3両編成55本に、303形電車は334形「ジュニパー」の3両編成40編成への置き換えが決定した。2000年に、150形気動車の2両編成2本がアリーヴァ・トレインズ・ノーザンに転属された。158形も4編成がアリーヴァ・トレインズ・ノーザンに、2編成がウェセックス・トレインズに転属された。101形気動車、303形、305形電車は全車が引退した。
2001年12月、ウェスト・アングリア・グレート・ノーザンから5編成の322形を貸借し、2004年3月の返却まで使用された。代替に元ヴァージン・ウェスト・コーストのマーク3客車が貸し出され、ノース・ベリック線の列車はEWSの90形機関車牽引による代走となった。
2005年に、ハル・トレインズから3両編成4本の170形が転属された。
| 形式                                | 画像 | 車種   | 最高速度 | 最高速度 | 製造年    |
| 形式                                | 画像 | 車種   | mph      | km/h     | 製造年    |
| ----------------------------------- | ---- | ------ | -------- | -------- | --------- |
| 101形                               |      | 気動車 | 70       | 112      | 1956–1960 |
| 150形「スプリンター」               |      | 気動車 | 75       | 120      | 1984–1987 |
| 156形「スーパースプリンター」       |      | 気動車 | 75       | 120      | 1987–1989 |
| 158形「エクスプレス・スプリンター」 |      | 気動車 | 90       | 145      | 1989–1992 |
| 170形「ターボスター」               |      | 気動車 | 100      | 160      | 1999-2004 |
| 303形「ブルートレイン」             |      | 電車   | 75       | 120      | 1959–1961 |
| 314形                               |      | 電車   | 75       | 120      | 1979      |
| 318形                               |      | 電車   | 90       | 145      | 1986-1987 |
| 320形                               |      | 電車   | 75       | 120      | 1990      |
| 322形                               |      | 電車   | 100      | 160      | 1990      |
| 334形「ジュニパー」                 |      | 電車   | 90       | 145      | 1999-2002 |
| マーク2客車                         |      | 客車   | 100      | 160      | 1969–1974 |
| マーク3客車                         |      | 客車   | 125      | 200      | 1975–1988 |

## 車両基地
スコットレールが保有する車両は、ヘイマーケット、グラスゴー・シールズ・ロードおよびインヴァネスの各車両基地にて維持保守されていた。

## 譲渡
2003年7月に、アリーヴァ、ファーストグループおよびナショナル・エクスプレスがスコットレールの新しい営業権の候補に入ったことが、Scottish ExecutiveおよびStrategic Rail Authorityより発表された。2004年6月に、営業権はファーストグループに与えられ、同年10月17日にスコットレールの運行業務はファースト・スコットレールへ移行した。